# Kevin Norales
Kevin Alexander Norales Quezada  (n. Santa Lucía Cotzumalguapa, Escuintla, 26 de enero de 1992) es un futbolista guatemalteco que se desempeña como centrocampista, Actualmente juega en el Xelajú MC, de la Liga Nacional de Fútbol de Guatemala, conocido por ser parte de la Selección Sub-20 que clasificó a la Copa Mundial de Fútbol Sub-20 de 2011.

## Selección nacional

### Participaciones en Copas del Mundo
| Mundial                     | Sede     | Resultado        |
| --------------------------- | -------- | ---------------- |
| Copa Mundial Sub-20 de 2011 | Colombia | Octavos de final |

## Clubes
| Club                   | País      | Año                |
| ---------------------- | --------- | ------------------ |
| Deportivo Marquense    | Guatemala | 2009 - 2011        |
| Xelajú Mario Camposeco | Guatemala | 2012               |
| Deportivo Malacateco   | Guatemala | 2012 - 2013        |
| Deportivo Marquense    | Guatemala | 2013 - 2015        |
| Deportivo Guastatoya   | Guatemala | 2016 - 2019        |
| Xelajú Mario Camposeco | Guatemala | 2019               |
| Deportivo Malacateco   | Guatemala | 2020 - Actualmente |

- Datos: Q20994222